# Grant County, Oregon
Grant County är ett administrativt område i delstaten Oregon, USA. År 2010 hade countyt 7 445 invånare. Den administrativa huvudorten (county seat) är Canyon City. 
Del av John Day Fossil Beds nationalmonument ligger i countyt. 

## Geografi
Enligt United States Census Bureau så har countyt en total area på 11 731 km². 11 729 km² av den arean är land och 2 km² är vatten. 

### Angränsande countyn
- Malheur County, Oregon - sydöst
- Harney County, Oregon - syd
- Crook County, Oregon - väst
- Wheeler County, Oregon - väst
- Morrow County, Oregon - nord
- Umatilla County, Oregon - nord
- Union County, Oregon - nordöst
- Baker County, Oregon - öst